# Riesgo ambiental

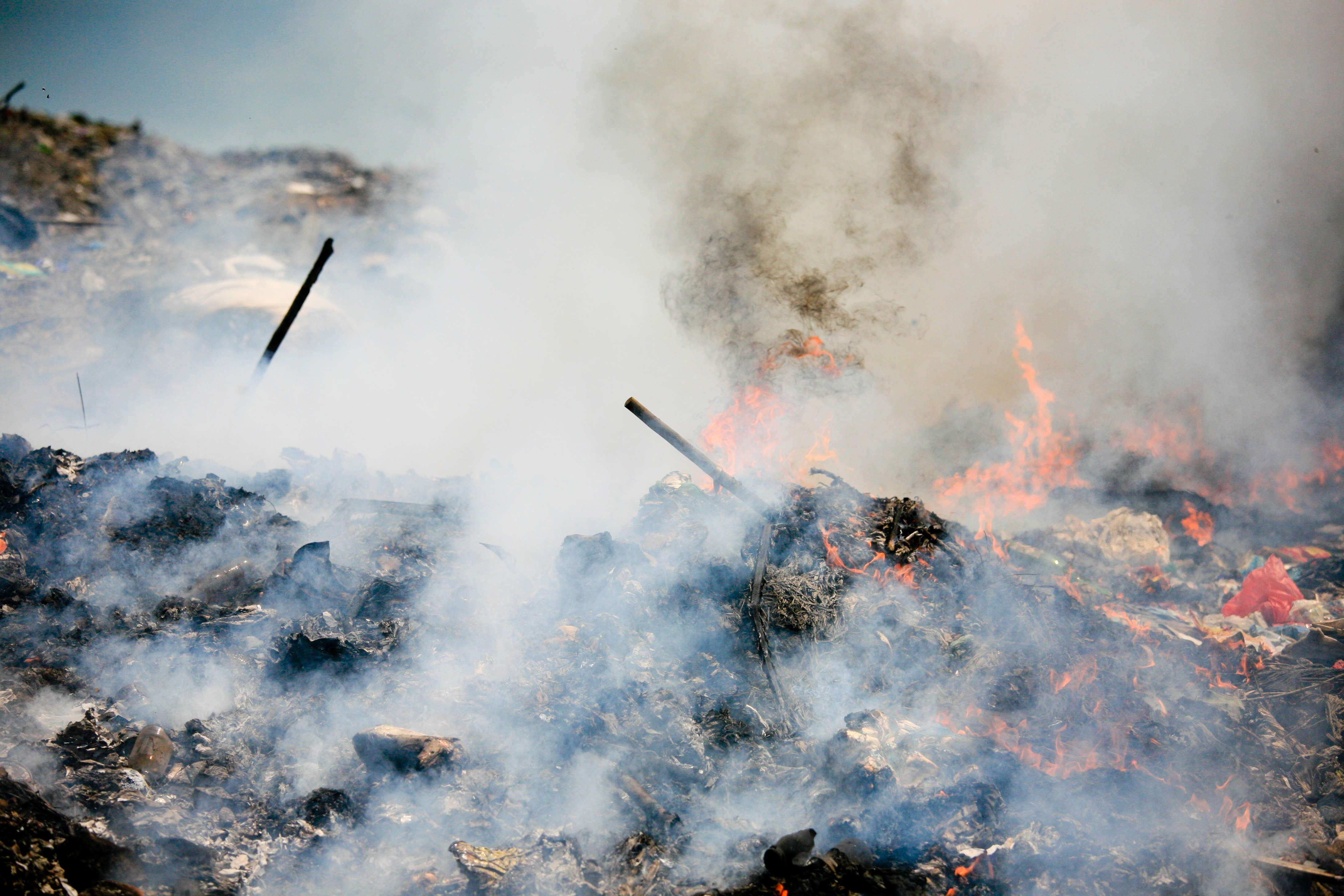
Desastre ambiental sucedido en Perú

En ciencias ambientales se denomina riesgo ambiental a la posibilidad de que se produzca un daño o catástrofe en el medio ambiente debido a un fenómeno natural o a una acción humana. El riesgo ambiental representa un campo particular dentro del más amplio de los riesgos, que pueden ser evaluados y prevenidos.

## Clasificación
Los riesgos pueden clasificarse como riesgos naturales, debidos a los fenómenos naturales, y riesgos antrópicos, debidos a las acciones humanas.
- Riesgos naturales. Ejemplos son los asociados a fenómenos geológicos internos, como erupciones volcánicas y terremotos. Las inundaciones, aunque debidas a causas climáticas naturales, suelen ser riesgos dependientes de la presencia y calidad de infraestructuras como las presas que regulan el caudal, o las carreteras que actúan como diques, que pueden agravar sus consecuencias.
- Riesgos antrópicos. Son producidos por actividades humanas, aunque las circunstancias naturales pueden condicionar su gravedad. Un accidente como el Bhopal (el peor accidente químico ocurrido hasta el momento) o el de Chernóbil (el peor accidente nuclear ocurrido hasta la fecha) son antropogénicos.

En la terminología de las Ciencias Ambientales se usa interferencia para referirse al solapamiento de las actividades y la presencia humana con los fenómenos naturales sin el que no existirían riesgos. De la interferencia así entendida depende también la importancia de los riesgos. La actividad económica y la residencia de la población pueden crear situaciones de riesgo o someter a las poblaciones a riesgos de origen natural, al aumentar su exposición. 
El riesgo depende de dos factores: la peligrosidad y la vulnerabilidad:
- La peligrosidad generalmente se refiere a la probabilidad de ocurrencia de una situación peligrosa.
- Se habla de vulnerabilidad para referirse a la importancia de los efectos esperados, que no depende solo del fenómeno o accidente temido, sino de las medidas de prevención y de protección. Es paradigmática, en este sentido, la distinta intensidad de los efectos en los seres humanos de los terremotos, cuando se comparan las distintas formas de respuesta en países como Japón, México, Chile y Haití.